# Lychas santoensis
Espèce
Lychas santoensis est une espèce de scorpions de la famille des Buthidae.

## Distribution
Cette espèce est endémique d'Espiritu Santo au Vanuatu.

## Description
La femelle holotype mesure 31,0 mm.

## Étymologie
Son nom d'espèce, composé de santo et du suffixe latin -ensis, « qui vit dans, qui habite », lui a été donné en référence au lieu de sa découverte.

## Publication originale
- Lourenço, 2009 : « Scorpions collected in the island of Espiritu Santo (Vanuatu) and description of a new species of Lychas C. L. Koch, 1845 (Arachnida, Scorpiones, Buthidae). » Zoosystema, vol. 31, no 3, p. 731-740 (texte intégral).